# Eozynofiluria
Eozynofiluria – obecność eozynofilów w moczu. Jest charakterystyczna dla zespołu Churga-Strauss. Ponadto występuje w ostrym alergicznym śródmiąższowym zapaleniu nerek, ostrym odmiedniczkowym zapaleniu nerek, ostrym zapaleniu gruczołu krokowego i gwałtownie postępującym kłębuszkowym zapaleniu nerek.